# Mihail Lupașcu
Mihail Lupașcu (n. 27 august 1928, Cuizăuca, raionul Rezina, Republica Moldova – d. 21 iunie 2016, Chișinău, Republica Moldova) a fost un botanist moldovean, care a fost ales ca membru titular al Academiei de Științe a Moldovei. (?) Membru PCUS din 1953. 
A absolvit Institutul Agricol la Chișinău și s-a specializat la Grădina Botanică a AȘM-ului. Profesor la Institutul Agricol din Chișinău, apoi director la Institutul Moldovenesc de Cercetări Științifice în domeniul Culturilor de Câmp din Bălți și director general al A.S.P.-ului. Selecția, organizată ca bază acestuia. A fost ministru al agriculturii din Moldova, deputat al Sovietului Suprem al Moldovei, președinte al Sovietului Suprem al Moldovei. Deputat în Parlamentul R.M. din partea Partidului Democrat Agrar al Moldovei. Din 2004, este cercetător științific principal la Institutul de Microbiologie si Biotehnologie al A.Ș.M.-ului. 
În perioadele 1978-1986 și 1990-1995 a îndeplinit funcția de vicepreședinte al Academiei de Științe a Moldovei.

## Lucrări
- „Техническиеи кормовые культуры” (Culturi tehnice furajere, 1976);
- „Люцерна” (Lucernă, 1988);
- „Agricultura Moldovei și ameliorarea ei ecologică” (1996);
- „Agricultura ecologică  și producerea furajelor în Republica Moldova”(1998);
- „Lucerna: importanța ecologica și furajeră” (2004).

## Premii și decorații
A fost distins cu titlurile de Om Emerit, laureat al Premiului de Stat al Republicii Moldova și al Premiului "Gheorghe Ionescu-Șișesti" (România). Este decorat cu 2 ordine Insigna de Onoare, cu Ordinul "Drapelul Roșu de Muncă", Ordinul "Lenin", Ordinul Republicii. Membru și vicepreședinte al A.Ș.M.-ului. Membru al Academiei Agricole a Federației Ruse. Membru de onoare al Academiei Agricole și Silvice din România și al Academiei Central-Europene pentru Științe si Arte.

## Legături externe
- Academicianul Mihail Lupașcu la 85 de ani - Akademos